# Trait du Nord
De Trait du Nord, voorheen bekend als de Ardennais du Nord of de Ardennais du type Nord, is een trekpaard dat ontstaan is en gefokt wordt in de provincie Henegouwen in België en in het noorden van Frankrijk.
Vroeger werd de Trait du Nord gezien als een ondertype van de Ardenner. Pas in 1903 werd hij erkend als een op zichzelf staand ras en werd er een stamboek voor geopend. Het ras werd op de Vlaamse graslanden gefokt voor landbouw vanwege zijn enorme kracht. In 1855 werden de paarden uit de omgeving van Henegouwen door sommige dierenartsen gezien als superieur over andere Vlaamse trekpaarden. De Trait du Nord werd intensief gebruikt in de mijnen van eind 19e eeuw tot 1920, maar tussen 1920 en 1960 aanzienlijk minder. 
De Trait du Nord werd ook tijdens de Tweede Wereldoorlog intensief gebruikt voor landbouw, maar hierna kreeg de mechanisatie een grote opmars en drong het de Trait du Nord aanzienlijk in cijfers terug. Gedurende de 20e eeuw werd het ras gebruikt voor de vleesmarkt, hierdoor werd er meer gefokt op grootte en zwaarte dan op kracht. In het begin van de jaren '70, begon de markt voor paardenvlees terug te lopen en, net als andere trekpaarden die hiervoor gefokt werden, werden ze nu met uitsterven bedreigd. Pas tegen 1990 kwam er een lichte, stijgende lijn in doordat ze toen meer en meer gebruikt werden in het toerisme. 
De Trait du Nord is groot, met hengsten die soms meer dan 1000 kilo wegen; hij is gefokt voor zijn kracht en trekvermogen. Hij wordt gezien in veel effen kleuren, waarin bruin en roan het meest voorkomen. Er zijn twee verschillende types Trait du Nord, het zware en het lichte type. Het ras wordt beschouwd als met uitsterven bedreigd, aangezien er minder dan 100 veulens per jaar geboren worden. Ze zijn in Frankrijk met lokale groepen bezig om het ras te promoten en de populatie aantallen omhoog te brengen. Op dit moment is er ook grote kans op inteelt, omdat er maar weinig dekhengsten zijn.

## Benaming en registratie
Volgens het Franse Nationale Stamboek is Trait du Nord de officiële naam. Door de jaren heen is de naam vaak veranderd. Halverwege de 19e eeuw werd hij "het grote paard van Henegouwen" genoemd. Echter voor 1903 werd het niet gezien als een ras op zich, maar als een Ardenner. In het begin van 1913 werd hij de Ardenner van het Noorden genoemd, van 1945 tot 1965 werd hij het Noorder Ardenner Trekpaard genoemd. De Trait du Nord werd pas algemeen gebruik rond 1961.
Tot 1903 was het stamboek van de Trait du Nord verbonden met dat van de Ardenner, omdat men het als een ondersoort daarvan beschouwde. Het stamboek was de verantwoordelijkheid van een groep genaamd Stamboek Noordelijke Werkpaarden. In 1913 werd de naam 'Trait du Nord' pas voor het eerst gebruikt en werden de merries ingeschreven onder deze naam, maar er werden ook nog Belgische merries gebruikt waarvan de veulens in het stamboek opgenomen werden. In 1919 werd het noordelijke type gescheiden van de Ardenner, hoewel de stamboeken nog wel verbonden waren, werd zijn naam toch weer Noordelijke Ardenner. In 1945 werd een centraal orgaan opgezet voor de fokkers van het ras.
Het Franse Syndicat d'élevage du cheval de Trait du Nord (Nationale Stamboek van de Trait du Nord) valt onder het ministerie van Landbouw en Visserij. Het doel is het ras te promoten en goed op de genetica te letten zodat er minder kans is op inteelt. Men werkt samen met het Nationale Franse stamboek en het Centrum voor Genetica, om fokprogramma's op te zetten en het ras te promoten op paardenshows. Men helpt elkaar ook om wedstrijden op te zetten en het ras verder te ontwikkelen.

## Raskenmerken
De Trait du Nord is een geboren werkpaard, gebouwd voor zwaar werk om grote, zware dingen te verplaatsen over korte afstanden. Sommige trekpaarden hadden hun gewicht niet mee, maar de Trait du Nord was juist groot. Een merrie is gemiddeld 165 centimeter groot en een hengst tussen de 168 en 170 centimeter. De merries wegen tussen de 800 en 900 kilo en de hengsten wegen tussen de 900 en 1000 kilo. Wil een veulen in het stamboek komen, kan dit vanaf 2,5 jaar en het moet dan minstens 163 centimeter zijn. Bruin en roan zijn de meest voorkomende kleuren, maar voskleuren komen ook voor. Daarnaast mogen zwart en schimmel ook, al komt dat laatste ook niet vaak voor. 
In Frankrijk worden de fysieke kenmerken vastgesteld door het Franse Nationale Stamboek, net als voor acht andere Franse rassen. De criteria wat betreft het ras zijn sinds 1913 meerdere malen veranderd, maar de ideale Trait du Nord wordt nu omschreven als goed gebouwd, groot, kort maar sterk, met een brede borst en goed ontwikkelde spieren. Hij is energiek, meegaand en heeft fijne gangen. Paarden die ingeschreven staan als echte Trait du Nords worden omschreven als opmerkzaam en moedig, maar tegelijkertijd zacht en makkelijk te hanteren. Zijn hoofd is, in vergelijking met zijn lichaam, vrij klein, met een recht profiel (dus niet met de convave 'snoeksneus' van de Arabier, of de bolle 'ramsneus' van de Shire). Zijn nek is middelmatig lang, maar sterk en heeft een lichte boog. De schouders zijn lang, maar een beetje schuin. Zijn achterhand is kort maar gespierd en het lichaam is compact, maar sterk en heel gespierd. De borst ligt diep, maar is wel gespierd. De hoeven zijn hard en sterk. 
Er zijn twee types van de Trait du Nord. Het zware type is geschikt om zeer zware objecten te trekken; het lichte type is minder sterk maar wel iets sneller. Dieren van rassen zoals de Auxois, de Ardenner en het Nederlands trekpaard kunnen na een strikte keuring eventueel toegelaten worden tot het stamboek. Geregistreerde paarden krijgen een brandmerk in de vorm van de letter N, aan de linkerkant van de nek, dit wordt alleen verkregen als ze voldoen aan de standaarden van het ras.

## Afbeeldingen

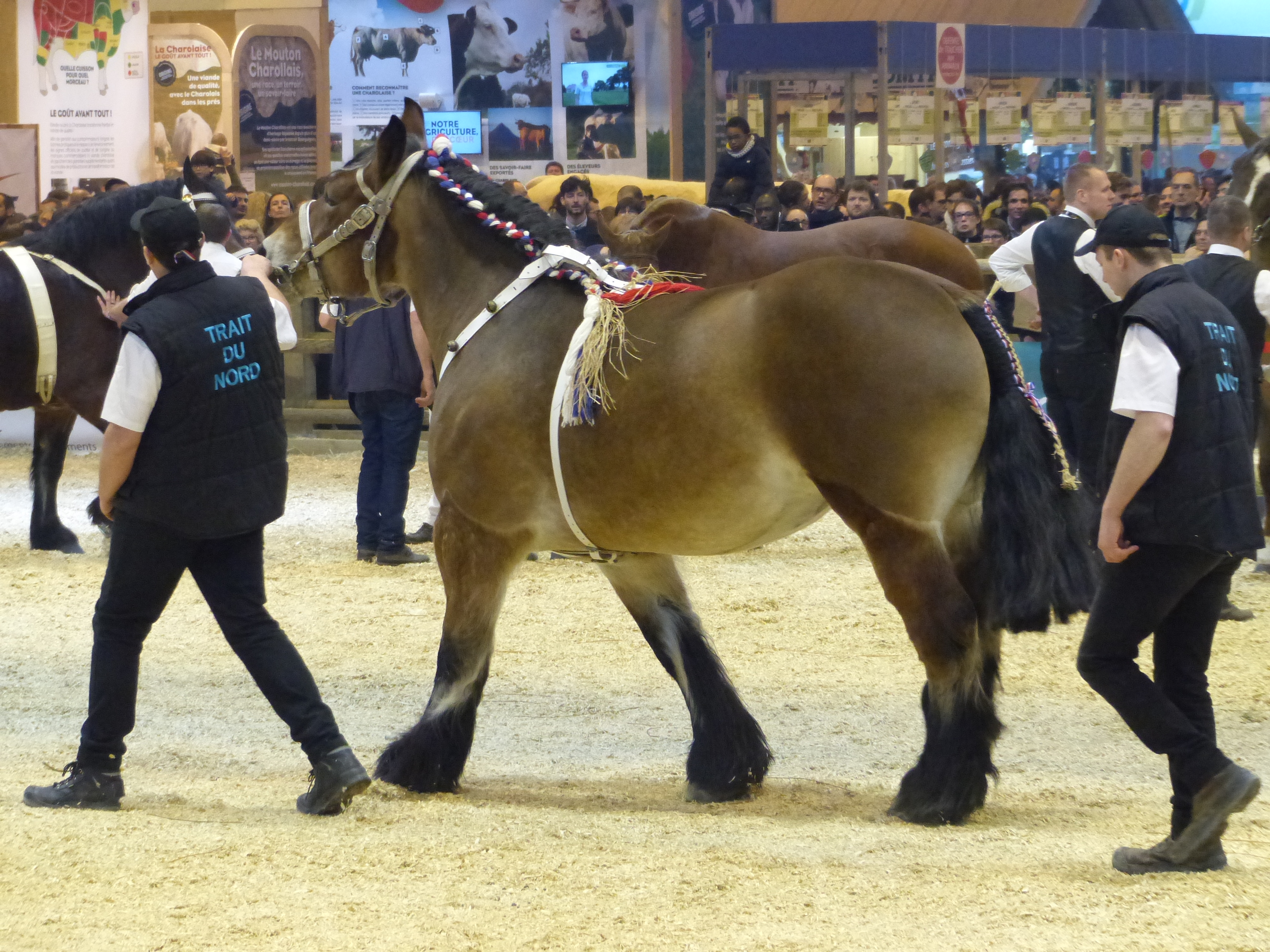
Paardenshow in Parijs
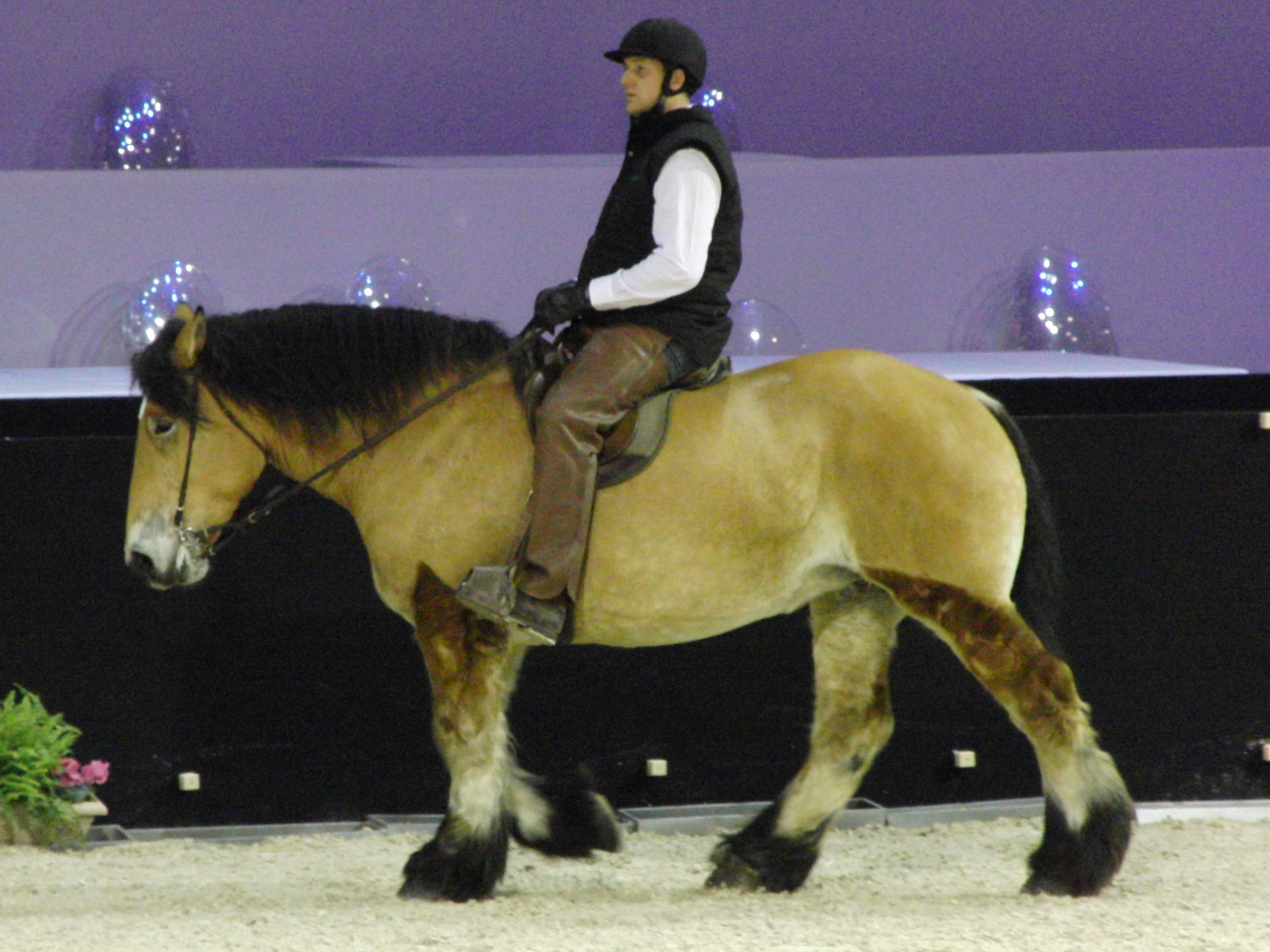
Onder het zadel
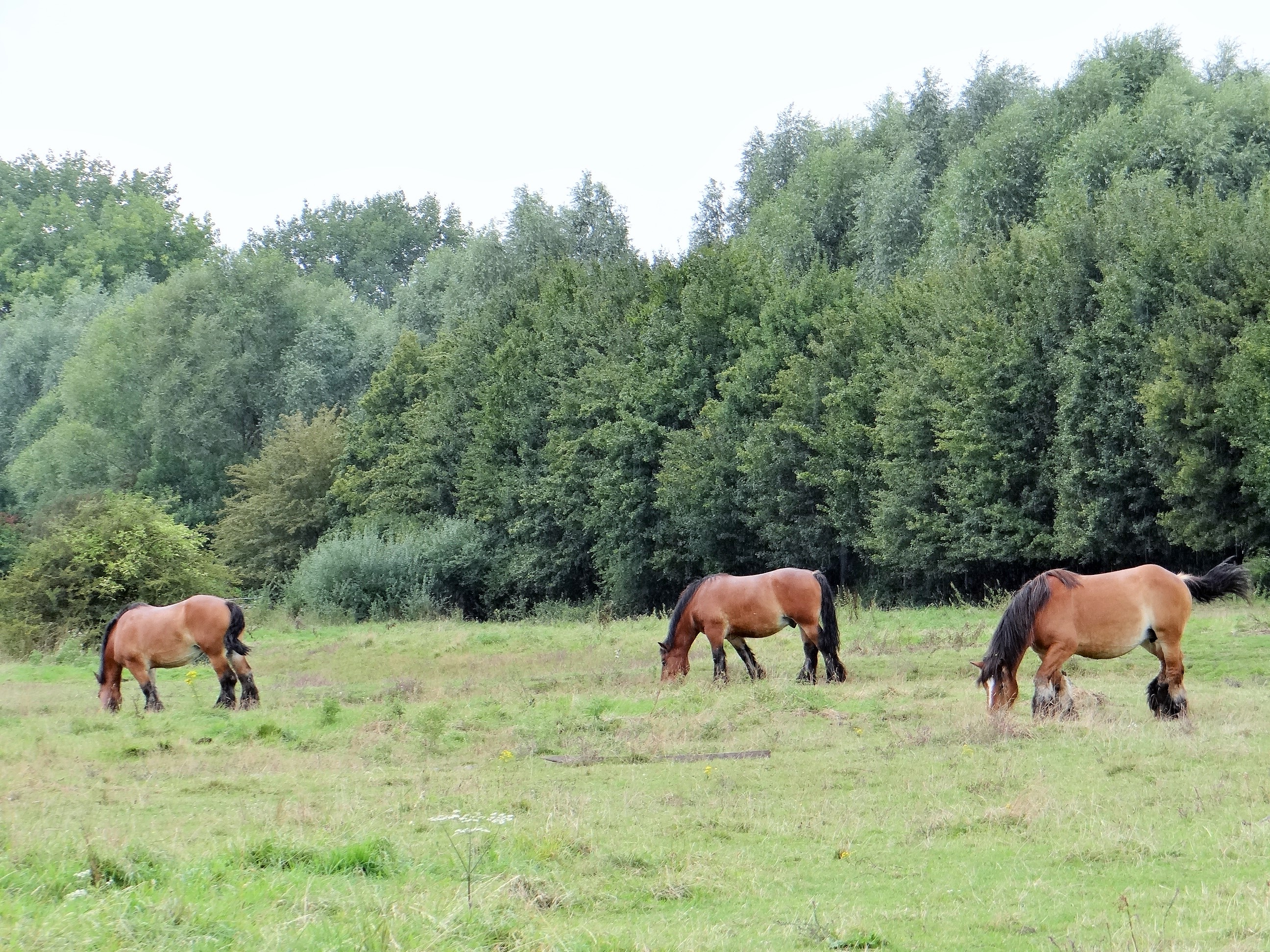
Op de weide in een natuurgebied
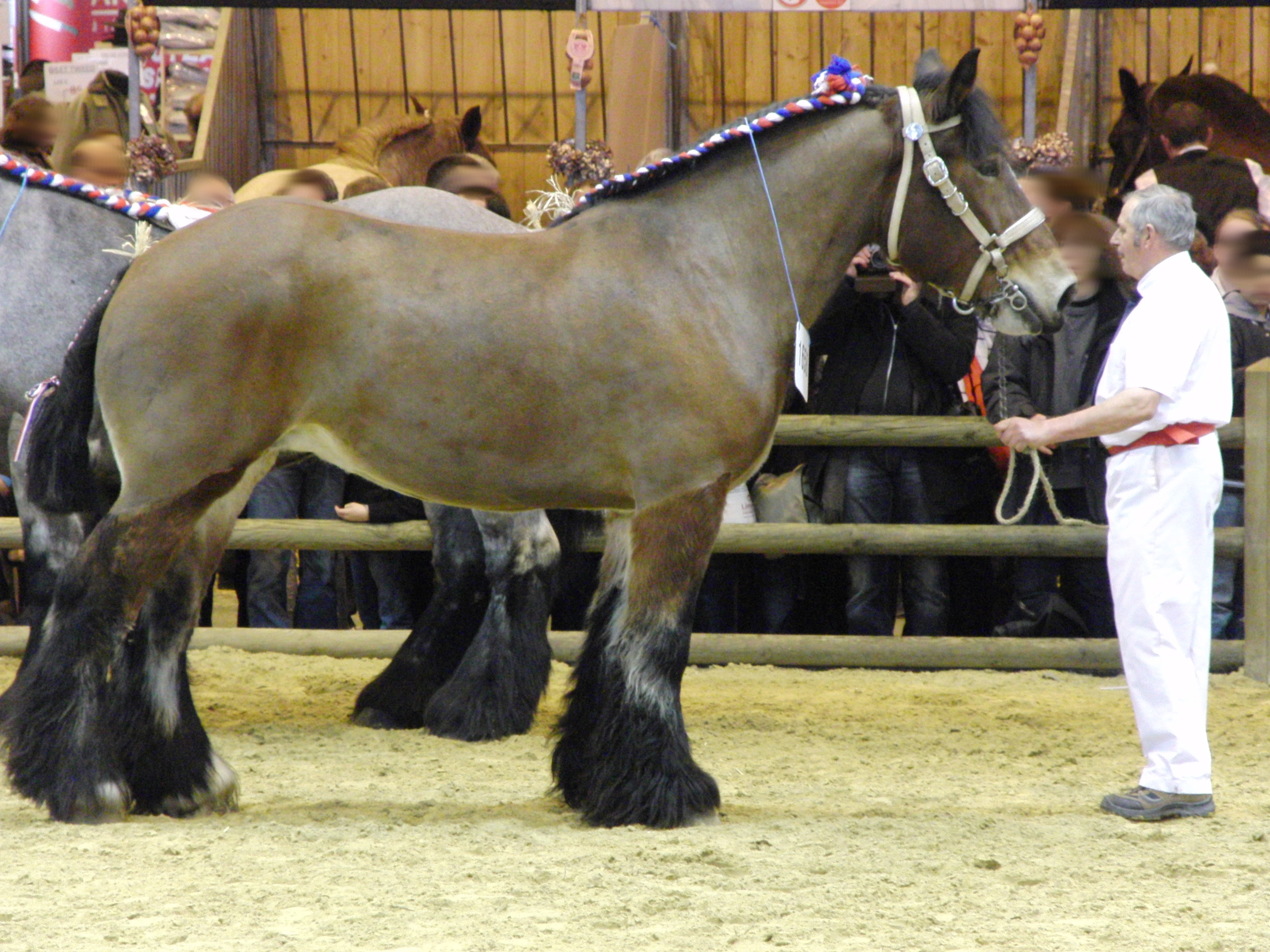
Op een keuring